# Montanhas Fambaque
As montanhas Fambaque ou cordilheira de Fambaque (em armênio: Փամբակի լեռներ, P’ambaki leṙner) são uma cadeia montanhosa nas províncias de Xiraque, Lorri, Aragatsotn, Cotaique, Tavuxe e Guelarcunique, na Armênia. Se estendem numa direção paralela do passo de Jajur ao de Sevã, na fronteira norte do lago Sevã, com cerca de 106 quilômetros de extensão. Se conectam ao passo de Xiraque através do passo de Jajur. A rodovia que conecta o passo de Fambaque ao planalto de Xiraque passa por ali, e a ferrovia Erevã-Tiblíssi passa por um túnel escavado através dele.
No norte, as Fambaque têm uma altura relativa de 150-200 metros, enquanto no sul de 800-1 000 metros. O ponto mais alto é o pico Tejeler, com 3 101 metros, de onde uma série de cadeias montanhosas se estendem ao norte e leste. Os principais ramos são as Salcuniase e Arjanose. A parte central dos picos Maimeque e Tejeler é afiada e em alguns lugares há desfiladeiros estreitos. As Fambaque são divididas pelos rios Lernajur, Vanazor, Carbi, Marmarique, Tejejur. São florestadas e ricas em pastagens. Um depósito de ferro (camadas de cobre-molibdênio) foi descoberto ali.